# Vozrozhdenija Bay
Die Vozrozhdenija Bay (englisch, russisch Бухта Возрождения Buchta Wosroschdenija, deutsch ‚Wiederbelebungsbucht‘) ist eine Bucht an der Küste des ostantarktischen Enderbylands. Sie liegt zwischen dem Kap Gaudis und dem Kap Kossisty.
Luftaufnahmen entstanden 1956 bei einer Kampagne der Australian National Antarctic Research Expeditions sowie 1957 bei einer sowjetischen Antarktisexpedition, deren Wissenschaftler auch die Benennung vornahmen. Das Antarctic Names Committee of Australia übertrug diese 1972 ins Englische.